# Олалкиага, Рамон
Рамон Олалкиага Борне  (исп. Ramón Olalquiaga Borne; 30 августа 1898, Сумая — 31 января 1990, Мадрид) — испанский футболист, тренер, профессор агрономии..Кавалер ордена «За заслуги в области сельского хозяйства, рыболовства и продовольствия».

## Биография
Рамон Олалкиага родился в городе Сумая в провинции Гипускоа в семье ветеринара. Учился в Сан-Себастьяне, позднее продолжил обучение в Мадриде, где изучал инженерную агрономию. Обучаясь в Мадриде, играл за Атлетик, с которым в 1921 году стал финалистом кубка Испании. А в 1924 году, по окончании карьеры футболиста, тренировал Атлетик, который привел к победе в центральном чемпионате. Но, все же, наука взяла верх над футболом и дальнейшие годы своей жизни Рамон Олалкиага посвятил агрономии. Стал автором множества научных трудов. В течение долгих лет Рамон Олалкиага преподавал агрономию в Мадриде, получив звание профессора и став кавалером ордена «За заслуги в области сельского хозяйства, рыболовства и продовольствия».

## Достижения

### В качестве игрока
- Победитель Центрального чемпионата (1): 1920/21

### Тренерские достижения
- Победитель Центрального чемпионата (1): 1924/25